# Klapka György (tábornok)
Klapka György (Temesvár, 1820. április 7. – Budapest, 1892. május 17.) magyar katonatiszt, honvédtábornok, politikus. Az Országgyűlés tagja, az 1848–49-es szabadságharc egyik legfontosabb tábornoka, vezérkari főnök, majd hadügyminiszter.

## Származása

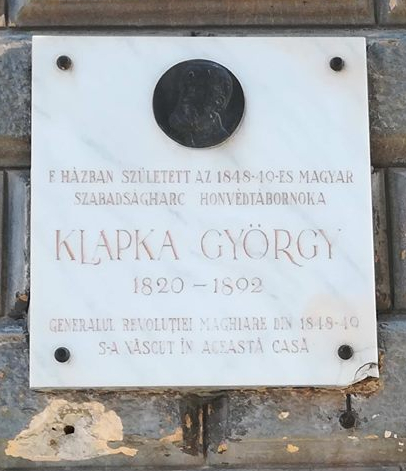
Emléktábla Klapka György szülőházán Temesváron

Kisnemesi család sarja. Cseh-morva származású, német anyanyelvű. A család felmenői között több hadmérnök, tiszt, tábornok is fellelhető. Nagyapja, Klapka Károly katonaember volt, II. József uralkodása idején települt Magyarországra. Tábori főgyógyszerészként szerzett magának rangot, vagyont és örökletes nemesi címet. Apja, Klapka József (Arad, 1786 – Arad, 1863. május 12.) városbíró, és 1819–1833 között Temesvár polgármestere, ezenfelül nyomdatulajdonos és könyvtáralapító. Édesanyját, Kehrer Juliannát nagyon korán, 4 éves korában elveszítette. Tizenegy évesen apja testvére, Klapka Frigyes és neje, Deák Krisztina vette magához. Nagybátyja császári és királyi huszár főhadnagy lévén, hazafias nevelésben részesítette. Tanulmányait szülővárosában a  Temesvári Piarista Gimnáziumban, majd Kecskeméten, később a szegedi piaristáknál végezte. 1838-ban (18 évesen) a karánsebesi katonai iskolába került.

### Házassága és leszármazottai
Felesége Arboin Inéz, egy Brüsszelben letelepedett angol nagykereskedő leánya volt, akit 1864-ben vett el. Házasságukból három gyermek született:
- Klapka György (Párizs, 1865). Felesége Goulden Gabriella. Házasságukból egy leány született: Marie-Thérèse Masselin de Klapka.
- Klapka Ernő (Párizs, 1870). Agglegényként gyermekek nélkül hunyt el.
- Klapka Márta. Férje Cripps Day. Házasságuk gyermektelen maradt.

A Párizsban lakó György és Ernő fiaiban férfiágon kihalt Klapka György tábornok családja.

## Életpályája
1838 májusában lépett hadapródként az 5. (Bervaldo) tüzérezredbe. 1842-ben apja, de főként nagybátyja befolyását latba vetve először a magyar királyi nemesi testőrségbe, végül a bécsi gárdába sikerült bejutnia. A Bécsben töltött évek nagy jelentőséggel bírtak további katonai karrierjében, hiszen ott főhadnaggyá léptették elő, és többek között olyan tanárai, kiképzői voltak, mint a későbbi vértanú, Vécsey Károly édesapja. A gárdában ismerkedett meg Görgey Artúrral, akivel ettől kezdve szoros barátság kötötte össze.
1847-ben főhadnagyi rangja megtartása mellett leszerelt.

### Az 1848–49-es forradalom és szabadságharc idején
1848. május 19-én megbízást kapott Hajnik Károllyal és Gál Sándorral, hogy utazzanak Erdélybe a székely katonaság mozgósítására. Visszatérése után, június 13-ától a 6. honvédzászlóalj századosaként részt vett a délvidéki harcokban. Szeptember 26-án Batthyány Lajos kinevezte Komárom várának erődítési és tüzérségi parancsnokának. Létfontosságú volt, hogy a jelentős erőd a magyar alkotmányhoz hű csapatok kezén maradjon, és Klapka egyik feladata volt ennek biztosítása. A sikeres erdélyi és komáromi küldetés meghozta számára a vezérkari őrnagyi kinevezést.
Novemberben bízták meg Pozsony és környéke erődítési munkálataival, de Windisch-Grätz támadásakor már a bánsági hadtest vezérkari főnöke volt. Elkészítette a szerb állások elleni támadás tervét, de a végrehajtásban már nem vett részt, mert a fő hadszíntéren bekövetkezett események miatt Pestre rendelték. A hadügyminisztérium vezérkari osztályának vezetőjeként ő dolgozta ki a hadműveleti tervet, melyet a főváros feladása előtt, 1849. január 2-án tartott haditanács fogadott el. Január 9-én ezredessé léptették elő, és Mészáros Lázár utódaként Schliktől vereséget szenvedett felső-tiszai hadsereg parancsnokának nevezték ki. Klapka jó szervezőnek bizonyult, rövid idő alatt újjászervezte hadseregét és január 22-én a tarcali ütközetben, 23-án a bodrogkeresztúri ütközetben, majd 31-én a tokaji ütközetben legyőzte Schlik tábornok hadtestét. Schlik-hadtest elfogására indított hadműveletben, február 8-án Hidasnémetinél sikeres ütközetet vívott, de a császáriak bekerítése végül nem sikerült. Február 26-án és 27-én részt vett a kápolnai csatában. A március 3-ai tiszafüredi zendülésben Görgeit támogatta, és megtagadta a további engedelmességet Dembinszky Henrik főparancsnoknak.

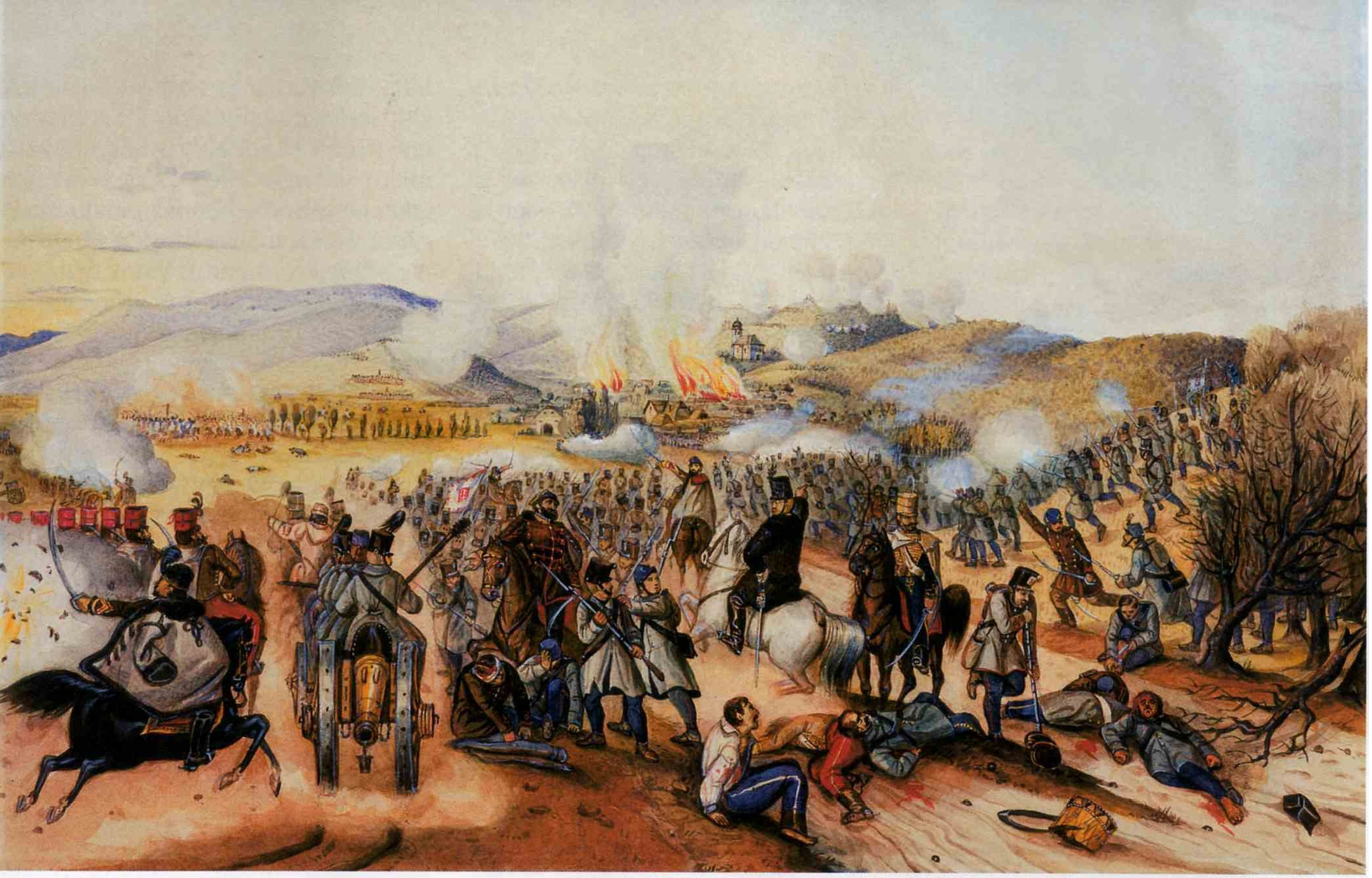
Az isaszegi csatában Görgei Artúr megállítja Klapka visszavonuló honvédeit, ezzel döntő fordulatot adva a csatának (Than Mór festménye)

Március 15-én megkapta a Magyar Katonai Érdemrend III. osztályát. Március 28-án Kossuth tábornokká léptette elő, és kinevezte a hadsereg ideiglenes vezérkari főnökének. Az ő hadműveleti tervei szerint zajlott le a tavaszi hadjárat első szakasza. A végrehajtásban az I. hadtest parancsnokaként vett részt. Április 4-én hadteste csaknem vereséget szenvedett Jellasics csapataitól, amikor felderítés nélkül küldte be egységeit Tápióbicskére. A tápióbicskei csatát végül Damjanich János III. hadtestének megjelenése fordította magyar győzelemmé. Az április 6-ai isaszegi csatában hadtestének hátrálását Görgei megjelenése állította meg. A kidolgozott haditerv végül csak részleges sikert hozott, a honvéd haderő jelentős győzelmeket aratott, de a fő célkitűzést, Windisch-Grätz erőinek bekerítését nem sikerült elérni. A tavaszi hadjáratban való részvételéért április 14-én megkapta a Magyar Katonai Érdemrend II. osztályát. 

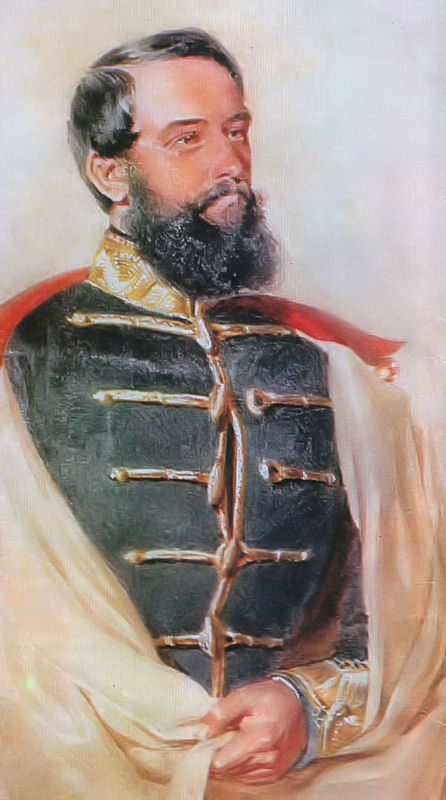
Sterio Károly vízfestménye

Az április 19-i nagysallói ütközetben kivívott magyar győzelemben jelentős része volt Klapka hadtestének. Részt vett az április 26-ai (első) komáromi ütközetben, majd a vár felszabadítását eredményező hadművelet után, április 30-án Görgei helyetteseként átvette a hadügyminisztérium irányítását. Tervet készített, amit a kormány elfogadott, de Dembinszky, Bem és Perczel ellenállása miatt nem valósult meg. 

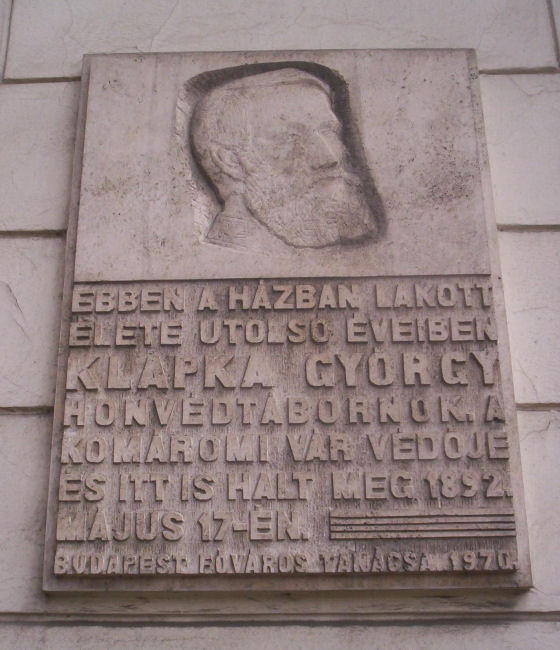
Klapka György–emléktábla Budapest V. kerületében (Akadémia utca). Kovács Ferenc szobrászművész alkotása (1970)

A helyettes hadügyminiszteri posztot május 26-ig töltötte be, eközben, május 16-án a szirmabesenyői választókerület képviselőjének is megválasztották. Május 21-én kinevezték a komáromi vár és várőrség parancsnokának. A június 20–21-i nyárasdi ütközetben ő vezényelte a magyar csapatokat, majd 28-án részt vett a győri ütközetben. Július 2-án a (második) komáromi csatában Görgei megsebesülésekor ideiglenesen átvette a hadsereg parancsnokságát. Július 11-én a (harmadik) komáromi csatában ő vezette az áttörési kísérletet, de kudarcot vallott.

#### A komáromi vár védőjeként
Görgei hadseregének távozása után két hadtesttel a komáromi várban maradt.  Augusztus 3-án nagy erejű támadást indított, szétverte a Komáromnál hátrahagyott ostromzárat, Pozsonyig visszaszorította a császári csapatokat, és megszállta Győrt is. Eközben Székesfehérváron felkelés tört ki, így rövid időre jelentős terület került ismét magyar fennhatóság alá. Az elrendelt újoncozás révén öt új honvédzászlóaljjal egészítette ki a komáromi várőrség létszámát, ami így húszezer fő fölé emelkedett.
A világosi fegyverletétel után visszahúzódott a várba.

#### Megállapodások a vár átadásának feltételeiről
Külső támogatás nélkül maradva tárgyalásokba bocsátkozott a vár feladásáról. Engedményeket szeretett volna kapni az ország jövőjével és a már fogságba esettek sorsával kapcsolatosan is, azonban ezt nem sikerült elérnie.
Szeptember 1-jén kezdődtek meg a meghódolásra vonatkozó alkudozások. A komáromi őrség 11 pontban állapította meg a feltételeit. Az alkupontok elfogadását osztrák részről megnehezítette az, hogy azoknak az első pontjai az egész országra kiterjedő feltételeket szabtak, pl: Adassék általános közbocsánat az országnak s az összes magyar hadseregnek, a magyar bankjegyek értékesíttessenek s mindazon hazafiak, kik külföldre akarnak utazni, útlevéllel láttassanak el. Csak amikor ezeket a feltételeket kihagyták, akkor kötötték meg a kapituláció szerződését, 1849. szeptember 27-én Haynau hadiszállásán, a Komáromtól félmérföldnyire fekvő Puszta-Herkályon.
A megkötött szerződés értelmében a helyőrség tagjai minden későbbi üldözéstől mentesítő papírt (menlevelet, németül geleitscheint) kaptak.
A feltételek szerint október 2-án kezdődött meg a tényleges kapituláció végrehajtása. Először a dunai hídfőt és az elsáncolt tábort adták fel a magyar honvédek. Október 3-án az ó- és újvárat és a Duna-szigetet, október 4-én a Vágvonal és Nádorvonal védműveit s a városban levő kincstári épületeket adták át, október 5-én reggel igazoló jeggyel (geleitschein) ellátva a honvédcsapatok tagjai elhagyták a várat. Ezt követően szállták meg a várat az osztrák császári csapatok, Komárom városával egyetemben.

### Emigrációban

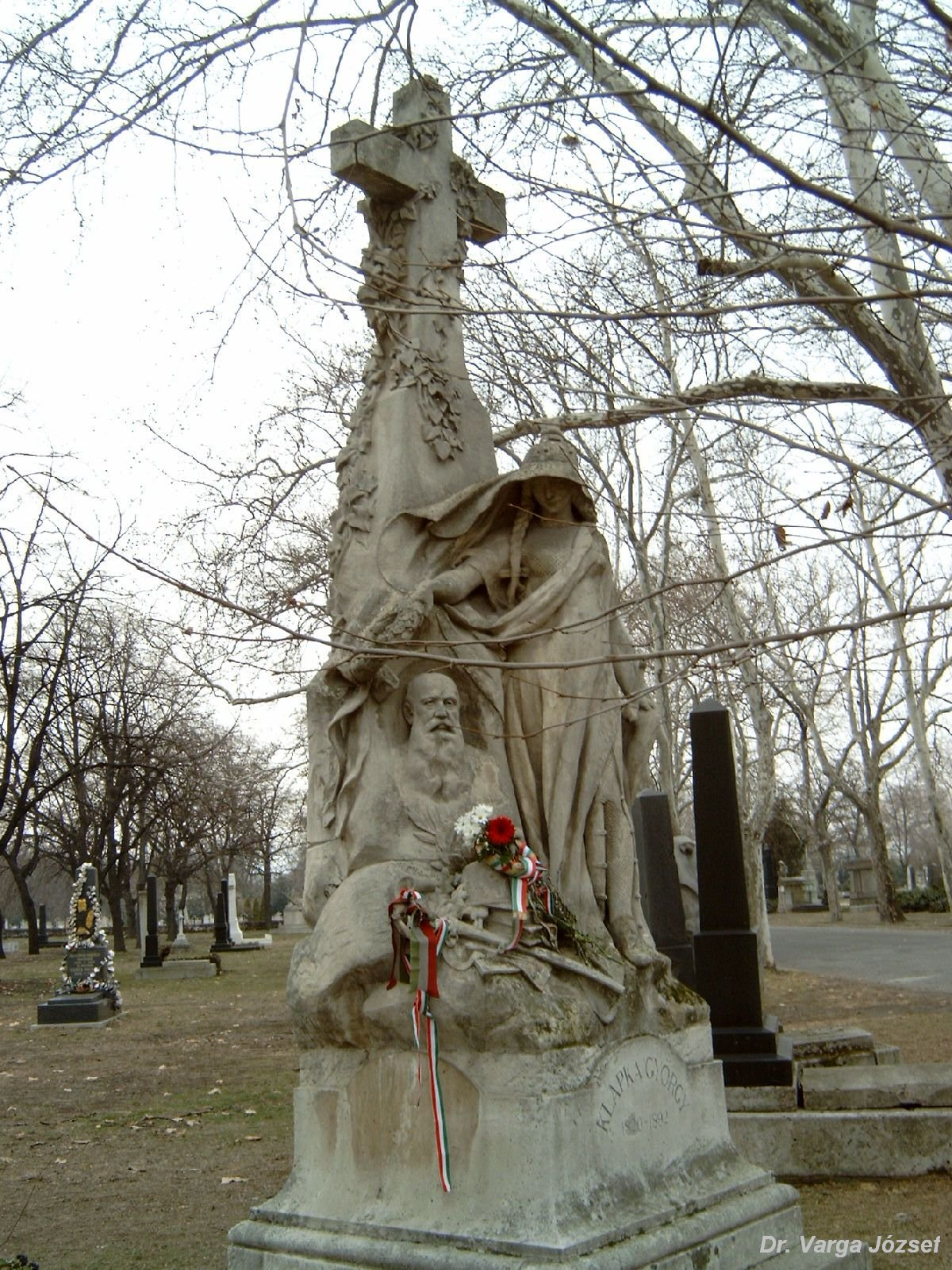
Klapka György síremléke a Fiumei úti sírkertben 29-1-4. Róna József alkotása.

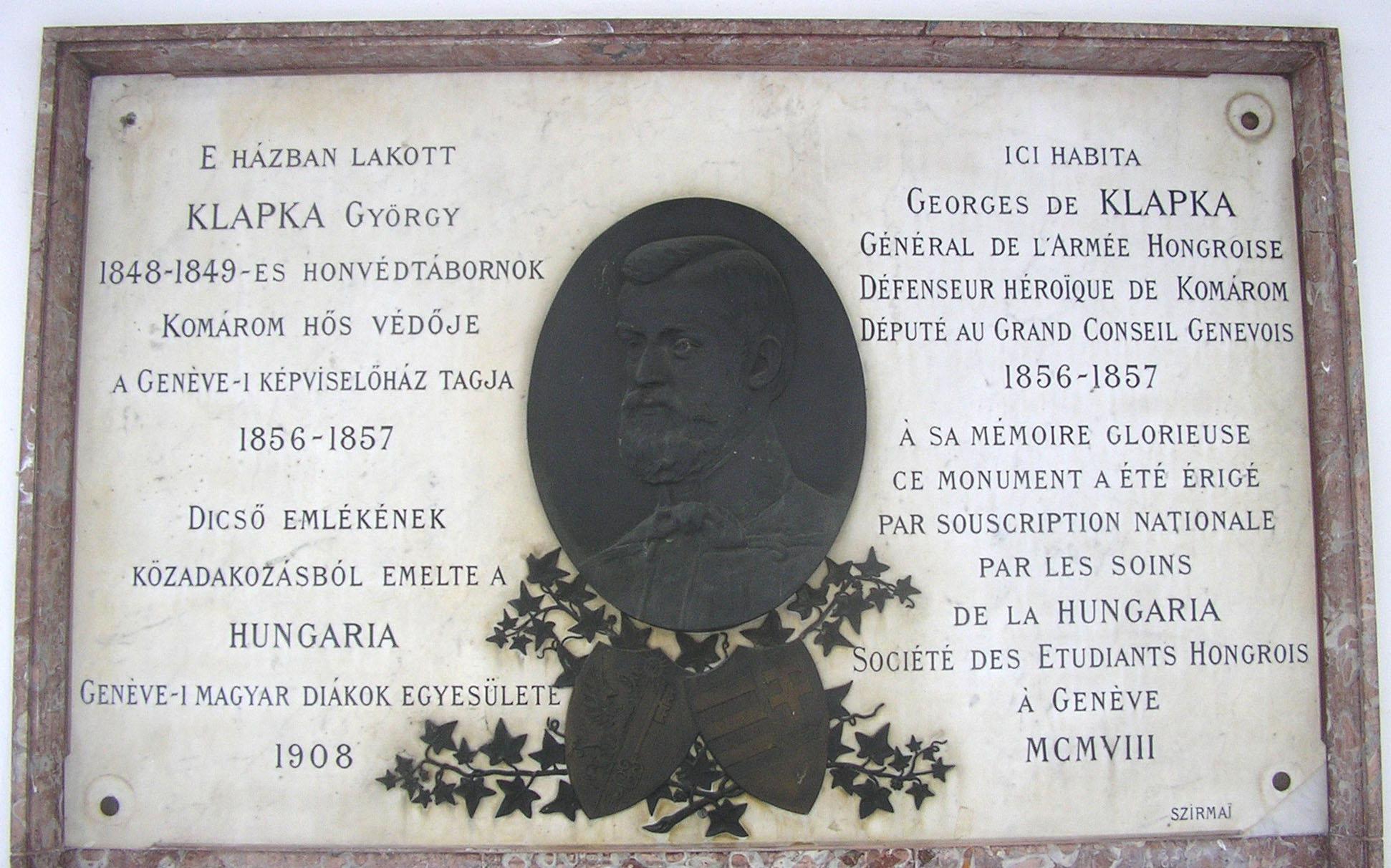
Emléktábla Genfben lakóháza falán (28, rue des Pâquis)

Klapka ezután külföldre távozott. Londonban, Párizsban és Lipcsében élt, majd Genfben telepedett le. 1855-ben svájci állampolgárságot kapott. 1856-tól a genfi képviselőház tagja lett. Tevékenyen részt vett a 48-as magyar emigráció politikai és katonai tevékenységében is. A szárd–francia–osztrák háború kitörésének hírére, 1859. május 6-án Párizsban Kossuth Lajossal és Teleki Lászlóval megalakította a Magyar Nemzeti Igazgatóságot, amely az emigráns magyar kormány szerepét volt hivatott betölteni. Részt vett az itáliai magyar légió megszervezésében. A háborút lezáró villafrancai békekötést megelőző tárgyalások hatására 1859. május 30-án lemondott a Magyar Nemzeti Igazgatóságban viselt tagságáról. Negyvennégy évesen Brüsszelben megnősült, Inés Martha d’Arbouin-t vette feleségül. Házasságukból három gyermek született.
Az 1866-os porosz–osztrák–olasz háború ismét felvillantotta Magyarország felszabadításának lehetőségét. Klapka Nemeskéri Kiss Miklós, volt honvéd ezredes közvetítésével megállapodott Bismarck porosz kancellárral egy magyar légió felállításáról. A mintegy ezerötszáz fős Klapka-légió parancsnokságát Klapka György későn, 1866. július 26-án vette át, amikor a porosz–osztrák háború lényegében már befejeződött. Ennek ellenére a légió 1866. augusztus 3-án a Jablunka-hágón át Magyarország területére lépett, de már néhány nap múlva kénytelen volt különösebb eredmény nélkül visszavonulni porosz területre. Klapka augusztus 14-én lemondott a parancsnokságról.

### Hazatérése után

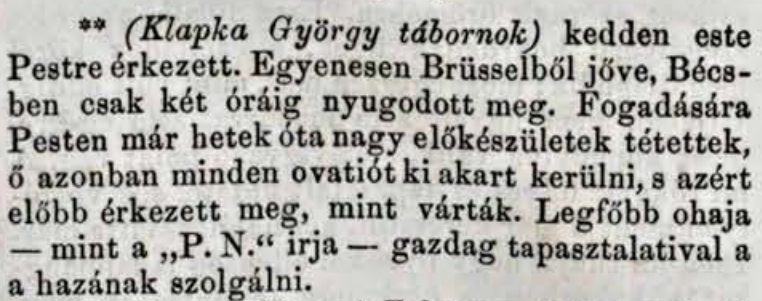
Híradás a hazatérésről (Vasárnapi Ujság 1867, 412. o.)

A kiegyezés után hazatért. Poroszországi szereplése azt eredményezte, hogy I. Ferenc József nem járult hozzá, hogy katonai szolgálatba lépjen. A Deák-párt tagjaként Illava, majd Temesvár országgyűlési képviselője volt. 1868-ban a honvédegyletek elnökévé választották.
1871-ben Klapka György Türr István és Andrássy Gyula társaságában a magyarországi Nagy Oriens szabadkőműves nagypáholy alapító tagjai között van.

## Emlékezete
Jerome K. Jerome angol író apja, Jerome Clapp a száműzött Klapka tiszteletére változtatta fia nevét "Jerome Klapka Jerome"-ra.
1930-tól a nevét viselte a m. kir. honvédség 2. tüzérosztálya (1938-tól 4. majd 6. hadrendi számmal).
1947 decemberétől a tatai "Gépkocsizó laktanya" neve "Klapka György" laktanya lett.
1983-ban mutatták be a Klapka légió című filmet, amely az 1866-ban felállított alakulatról szólt. Klapka Györgyöt Tordy Géza alakította, a filmet részben Komáromban forgatták.
Tiszteletére és emlékének megőrzésére a Magyar Honvédség tatai lövészdandára 1990. május 4-én hivatalosan névadójának választotta, 25. Klapka György Harckocsi Dandár néven.
A Magyar Televízió M5 csatornája 2020. július 26-án mutatta be Simor Judit "A komáromi hős" című 50 perces, Klapka György életét bemutató dokumentumfilmjét. A filmben megszólaltak a Franciaországban élő Klapka-leszármazottak is.

## KapcsolataPetőfi Sándorral
Jókai Mór 1882-ben, a pesti Petőfi-szobor avatásán a költő „Egy goromba tábornokhoz” című versét idézte fel. 
1849 áprilisában Petőfi magyarra fordította Bemnek Vécsey tábornokot bíráló egyik levelét, és elküldte azt egy kolozsvári lapnak. Klapka György ezért Debrecenben felelősségre vonta a költőt, amiért rossz hírét kelti az elöljárójának. Petőfi azzal védekezett, hogy mindezt Bem parancsára tette, de indulatosan lemondott rangjáról. Buda ostromakor a Svábhegyen, az Óra-villában találkoztak, ahonnan Görgei Artúr a budai Vár ostromát irányította. Klapka és Petőfi összevitatkoztak, és Klapka a villa egyik szobájába zárta a költőt. Csak később, Görgei parancsára engedték szabadon. A szoboravatás után Klapkának a nyilvánosság előtt, a sajtóban kellett magyarázkodnia.

## Művei
- Georg Klapka: Memoiren  April–October 1849; Wigand, Leipzig, 1850
- Memoirs of the war of independence in Hungary, 1-2.; angolra ford. Otto Wenckstern; Gilpin, London, 1850
- Memoiren von Georg Klapka, 1-3.; Wigand, Leipzig, 1850–1861
- Memoirer fran Ungerns befrielsekamp 1849. Öfversättning; Tryckt Cronholm, Malmö, 1851 (Historiskt läse-bibliothek)
- Georg Klapka: Der Krieg im Orient in den Jahren 1853 und 1854 bis Ende Juli 1855 ine historisch-kritische Skizze der Feldzüge an der Donau, in Asien und in der Krim; Lauffer–Bluff–Ledoyen, Genf–Brüssel–Paris, 1855
- Georges Klapka: La guerre d'orient en 1853 et 1854 jusqu'à la fin de juillet 1855 squisse historique et critique avec un coup-d'oeil sur les évantualités prochaines; Lauffer–Chapmann–Ledoyen, Genève–Londres–Paris, 1855
- Klapka György temesvári barátai és polgártársaihoz; Pesti Kny., Pest, 1869
- Emlékeimből / Függelék: Teleki László levelei; Franklin, Bp., 1886
- Emlékeimből; szöveggond., kieg., tan., jegyz. Katona Tamás; Szépirodalmi, Bp., 1986